# Grand Prix Brazylii 2019
Grand Prix Brazylii 2019, oficjalnie Formula 1 Grande Prêmio Heineken do Brasil 2019 – dwudziesta runda Mistrzostw Świata Formuły 1 w sezonie 2019. Grand Prix odbyło się w dniach 15–17 listopada 2019 roku na torze Autódromo José Carlos Pace (Interlagos) w São Paulo. Wyścig po starcie z pole position wygrał Max Verstappen (Red Bull), a na podium stanęli kolejno Pierre Gasly (Toro Rosso) i Carlos Sainz Jr. (McLaren).

## Lista startowa
| Nr | Kierowca           | Zespół                           | Samochód                      | Silnik           | Opony |
| -- | ------------------ | -------------------------------- | ----------------------------- | ---------------- | ----- |
| 3  | Daniel Ricciardo   | Renault F1 Team                  | Renault R.S.19                | Renault 1.6T V6  | P     |
| 4  | Lando Norris       | McLaren F1 Team                  | McLaren MCL34                 | Renault 1.6T V6  | P     |
| 5  | Sebastian Vettel   | Scuderia Ferrari Mission Winnow  | Ferrari SF90                  | Ferrari 1.6T V6  | P     |
| 7  | Kimi Räikkönen     | Alfa Romeo Racing                | Alfa Romeo C38                | Ferrari 1.6T V6  | P     |
| 8  | Romain Grosjean    | Rich Energy Haas F1 Team         | Haas VF-19                    | Ferrari 1.6T V6  | P     |
| 10 | Pierre Gasly       | Red Bull Toro Rosso Honda        | Toro Rosso STR14              | Honda 1.6T V6    | P     |
| 11 | Sergio Pérez       | SportPesa Racing Point F1 Team   | Racing Point RP19             | Mercedes 1.6T V6 | P     |
| 16 | Charles Leclerc    | Scuderia Ferrari Mission Winnow  | Ferrari SF90                  | Ferrari 1.6T V6  | P     |
| 18 | Lance Stroll       | SportPesa Racing Point F1 Team   | Racing Point RP19             | Mercedes 1.6T V6 | P     |
| 20 | Kevin Magnussen    | Rich Energy Haas F1 Team         | Haas VF-19                    | Ferrari 1.6T V6  | P     |
| 23 | Alexander Albon    | Aston Martin Red Bull Racing     | Red Bull RB15                 | Honda 1.6T V6    | P     |
| 26 | Daniił Kwiat       | Red Bull Toro Rosso Honda        | Toro Rosso STR14              | Honda 1.6T V6    | P     |
| 27 | Nico Hülkenberg    | Renault F1 Team                  | Renault R.S.19                | Renault 1.6T V6  | P     |
| 33 | Max Verstappen     | Aston Martin Red Bull Racing     | Red Bull RB15                 | Honda 1.6T V6    | P     |
| 44 | Lewis Hamilton     | Mercedes-AMG Petronas Motorsport | Mercedes AMG F1 W10 EQ Power+ | Mercedes 1.6T V6 | P     |
| 55 | Carlos Sainz Jr.   | McLaren F1 Team                  | McLaren MCL34                 | Renault 1.6T V6  | P     |
| 63 | George Russell     | ROKiT Williams Racing            | Williams FW42                 | Mercedes 1.6T V6 | P     |
| 77 | Valtteri Bottas    | Mercedes-AMG Petronas Motorsport | Mercedes AMG F1 W10 EQ Power+ | Mercedes 1.6T V6 | P     |
| 88 | Robert Kubica      | ROKiT Williams Racing            | Williams FW42                 | Mercedes 1.6T V6 | P     |
| 99 | Antonio Giovinazzi | Alfa Romeo Racing                | Alfa Romeo C38                | Ferrari 1.6T V6  | P     |
| Nr | Kierowca           | Zespół                           | Samochód                      | Silnik           | Opony |

## Wyniki

### Zwycięzcy sesji treningowych
Źródło: formula1.com
| Sesja | Nr | Kierowca         | Konstruktor | Czas     | Okr. |
| ----- | -- | ---------------- | ----------- | -------- | ---- |
| 1     | 23 | Alexander Albon  | Red Bull    | 1:16,142 | 9    |
| 2     | 5  | Sebastian Vettel | Ferrari     | 1:09,217 | 30   |
| 3     | 44 | Lewis Hamilton   | Mercedes    | 1:08,320 | 17   |

### Kwalifikacje
Źródło: formula1.com
| P                    | Nr | Kierowca           | Konstruktor  | Czasy w kwalifikacjach | Czasy w kwalifikacjach | Czasy w kwalifikacjach | Poz. s. |
| P                    | Nr | Kierowca           | Konstruktor  | Q1                     | Q2                     | Q3                     | Poz. s. |
| -------------------- | -- | ------------------ | ------------ | ---------------------- | ---------------------- | ---------------------- | ------- |
| 1                    | 33 | Max Verstappen     | Red Bull     | 1:08,242               | 1:07,503               | 1:07,508               | 1       |
| 2                    | 5  | Sebastian Vettel   | Ferrari      | 1:08,556               | 1:08,050               | 1:07,631               | 2       |
| 3                    | 44 | Lewis Hamilton     | Mercedes     | 1:08,614               | 1:08,088               | 1:07,699               | 3       |
| 4                    | 16 | Charles Leclerc    | Ferrari      | 1:08,496               | 1:07,888               | 1:07,728               | 141     |
| 5                    | 77 | Valtteri Bottas    | Mercedes     | 1:08,545               | 1:08,232               | 1:07,874               | 4       |
| 6                    | 23 | Alexander Albon    | Red Bull     | 1:08,503               | 1:08,117               | 1:07,935               | 5       |
| 7                    | 10 | Pierre Gasly       | Toro Rosso   | 1:08,909               | 1:08,770               | 1:08,837               | 6       |
| 8                    | 8  | Romain Grosjean    | Haas         | 1:09,197               | 1:08,705               | 1:08,854               | 7       |
| 9                    | 7  | Kimi Räikkönen     | Alfa Romeo   | 1:09,276               | 1:08,858               | 1:08,984               | 8       |
| 10                   | 20 | Kevin Magnussen    | Haas         | 1:08,875               | 1:08,803               | 1:09,037               | 9       |
| 11                   | 4  | Lando Norris       | McLaren      | 1:08,891               | 1:08,868               |                        | 10      |
| 12                   | 3  | Daniel Ricciardo   | Renault      | 1:09,086               | 1:08,903               |                        | 11      |
| 13                   | 99 | Antonio Giovinazzi | Alfa Romeo   | 1:09,175               | 1:08,919               |                        | 12      |
| 14                   | 27 | Nico Hülkenberg    | Renault      | 1:09,050               | 1:08,921               |                        | 13      |
| 15                   | 11 | Sergio Pérez       | Racing Point | 1:09,288               | 1:09,035               |                        | 15      |
| 16                   | 26 | Daniił Kwiat       | Toro Rosso   | 1:09,320               |                        |                        | 16      |
| 17                   | 18 | Lance Stroll       | Racing Point | 1:09,536               |                        |                        | 17      |
| 18                   | 63 | George Russell     | Williams     | 1:10,126               |                        |                        | 18      |
| 19                   | 88 | Robert Kubica      | Williams     | 1:10,614               |                        |                        | 19      |
| NS                   | 55 | Carlos Sainz Jr.   | McLaren      | —                      |                        |                        | 202     |
| 107% czasu: 1:13,018 |    |                    |              |                        |                        |                        |         |

Uwagi
- 1 — Charles Leclerc otrzymał karę cofnięcia o 10 pozycji za wymianę elementów silnika ponad regulaminowy limit.
- 2 — Carlos Sainz Jr. nie ustanowił czasu w pierwszej części kwalifikacji. Decyzją sędziów został dopuszczony do startu w wyścigu.

### Wyścig
Źródło: formula1.com
| P  | Nr | Kierowca           | Konstruktor  | Okr. | Czas                 | Start | +/–       | Punkty |
| -- | -- | ------------------ | ------------ | ---- | -------------------- | ----- | --------- | ------ |
| 1  | 33 | Max Verstappen     | Red Bull     | 71   | 1:33:14,678          | 1     | Bez zmian | 25     |
| 2  | 10 | Pierre Gasly       | Toro Rosso   | 71   | +6,077               | 6     | 4         | 18     |
| 3  | 55 | Carlos Sainz Jr.   | McLaren      | 71   | +8,896               | 20    | 17        | 15     |
| 4  | 7  | Kimi Räikkönen     | Alfa Romeo   | 71   | +9,452               | 8     | 4         | 12     |
| 5  | 99 | Antonio Giovinazzi | Alfa Romeo   | 71   | +10,201              | 12    | 7         | 10     |
| 6  | 3  | Daniel Ricciardo   | Renault      | 71   | +10,541              | 11    | 5         | 8      |
| 7  | 44 | Lewis Hamilton     | Mercedes     | 71   | +11,1391             | 3     | 4         | 6      |
| 8  | 4  | Lando Norris       | McLaren      | 71   | +11,204              | 10    | 2         | 4      |
| 9  | 11 | Sergio Pérez       | Racing Point | 71   | +11,529              | 15    | 6         | 2      |
| 10 | 26 | Daniił Kwiat       | Toro Rosso   | 71   | +11,931              | 16    | 6         | 1      |
| 11 | 20 | Kevin Magnussen    | Haas         | 71   | +12,732              | 9     | 2         |        |
| 12 | 63 | George Russell     | Williams     | 71   | +13,599              | 18    | 6         |        |
| 13 | 8  | Romain Grosjean    | Haas         | 71   | +14,247              | 7     | 6         |        |
| 14 | 23 | Alexander Albon    | Red Bull     | 71   | +14,927              | 5     | 9         |        |
| 15 | 27 | Nico Hülkenberg    | Renault      | 71   | +18,0592             | 13    | 2         |        |
| 16 | 88 | Robert Kubica      | Williams     | 70   | +1 okrążenie         | 19    | 3         |        |
| 17 | 5  | Sebastian Vettel   | Ferrari      | 65   | NU (kolizja)†        | 2     | 15        |        |
| 18 | 16 | Charles Leclerc    | Ferrari      | 65   | NU (kolizja)†        | 14    | 4         |        |
| 19 | 18 | Lance Stroll       | Racing Point | 65   | NU (zawieszenie)†    | 17    | 2         |        |
| NS | 77 | Valtteri Bottas    | Mercedes     | 51   | NU (ciśnienie oleju) | 4     |           | 3      |

Uwagi
- 1 — Lewis Hamilton ukończył wyścig na trzecim miejscu, ale otrzymał karę 5 sekund doliczonych do uzyskanego czasu za spowodowanie kolizji z Alexandrem Albonem.
- 2 — Nico Hülkenberg ukończył wyścig na dwunastym miejscu, ale otrzymał karę pięciu sekund doliczonych do uzyskanego czasu za wyprzedzanie podczas jazdy za samochodem bezpieczeństwa.
- 3 — Jeden dodatkowy punkt jest przyznawany kierowcy, który ustanowił najszybsze okrążenie w wyścigu, pod warunkiem, że ukończył wyścig w pierwszej 10.
- † — Mimo nieukończenia wyścigu zawodnik został sklasyfikowany, ponieważ przejechał 90% długości wyścigu.

### Najszybsze okrążenie
Źródło: formula1.com
| Nr | Kierowca        | Konstruktor | Czas     | Okr. |
| -- | --------------- | ----------- | -------- | ---- |
| 77 | Valtteri Bottas | Mercedes    | 1:10,698 | 43   |

## Klasyfikacja po wyścigu

### Kierowcy
| P  | +/− | Kierowca           | Starty | Punkty | P1 | P2 | P3 | PP | NO | NS |
| -- | --- | ------------------ | ------ | ------ | -- | -- | -- | -- | -- | -- |
| 1  | 0   | Lewis Hamilton     | 20     | 387    | 10 | 4  | 2  | 4  | 5  | –  |
| 2  | 0   | Valtteri Bottas    | 20     | 314    | 4  | 7  | 4  | 5  | 3  | 2  |
| 3  | +1  | Max Verstappen     | 20     | 260    | 3  | 1  | 4  | 2  | 3  | 2  |
| 4  | −1  | Charles Leclerc    | 20     | 249    | 2  | 2  | 5  | 7  | 4  | 2  |
| 5  | 0   | Sebastian Vettel   | 20     | 230    | 1  | 5  | 3  | 2  | 2  | 2  |
| 6  | +2  | Pierre Gasly       | 20     | 95     | –  | 1  | –  | –  | 2  | 1  |
| 7  | 0   | Carlos Sainz Jr.   | 20     | 95     | –  | –  | 1  | –  | –  | 3  |
| 8  | −2  | Alexander Albon    | 20     | 84     | –  | –  | –  | –  | –  | 1  |
| 9  | 0   | Daniel Ricciardo   | 20     | 54     | –  | –  | –  | –  | –  | 5  |
| 10 | 0   | Sergio Pérez       | 20     | 46     | –  | –  | –  | –  | –  | 2  |
| 11 | 0   | Lando Norris       | 20     | 45     | –  | –  | –  | –  | –  | 4  |
| 12 | +2  | Kimi Räikkönen     | 20     | 43     | –  | –  | –  | –  | –  | 2  |
| 13 | −1  | Nico Hülkenberg    | 20     | 37     | –  | –  | –  | –  | –  | 3  |
| 14 | −1  | Daniił Kwiat       | 20     | 35     | –  | –  | 1  | –  | –  | 3  |
| 15 | 0   | Lance Stroll       | 20     | 21     | –  | –  | –  | –  | –  | 1  |
| 16 | 0   | Kevin Magnussen    | 20     | 20     | –  | –  | –  | –  | 1  | 2  |
| 17 | +1  | Antonio Giovinazzi | 20     | 14     | –  | –  | –  | –  | –  | 1  |
| 18 | −1  | Romain Grosjean    | 20     | 8      | –  | –  | –  | –  | –  | 7  |
| 19 | 0   | Robert Kubica      | 20     | 1      | –  | –  | –  | –  | –  | 2  |
| 20 | 0   | George Russell     | 20     | 0      | –  | –  | –  | –  | –  | 2  |
| P  | +/− | Kierowca           | Starty | Punkty | P1 | P2 | P3 | PP | NO | NS |

### Konstruktorzy
| P  | +/− | Konstruktor               | Starty | Punkty | P1 | P2 | P3 | PP | NO | NS |
| -- | --- | ------------------------- | ------ | ------ | -- | -- | -- | -- | -- | -- |
| 1  | 0   | Mercedes                  | 40     | 701    | 14 | 11 | 6  | 9  | 8  | 2  |
| 2  | 0   | Ferrari                   | 40     | 479    | 3  | 7  | 8  | 9  | 6  | 4  |
| 3  | 0   | Red Bull Racing-Honda     | 40     | 391    | 3  | 1  | 4  | 2  | 5  | 3  |
| 4  | 0   | McLaren-Renault           | 40     | 140    | –  | –  | 1  | –  | –  | 7  |
| 5  | 0   | Renault                   | 40     | 91     | –  | –  | –  | –  | –  | 8  |
| 6  | +1  | Scuderia Toro Rosso-Honda | 40     | 83     | –  | 1  | 1  | –  | –  | 4  |
| 7  | −1  | Racing Point-BWT Mercedes | 40     | 67     | –  | –  | –  | –  | –  | 3  |
| 8  | 0   | Alfa Romeo Racing-Ferrari | 40     | 57     | –  | –  | –  | –  | –  | 3  |
| 9  | 0   | Haas-Ferrari              | 40     | 28     | –  | –  | –  | –  | 1  | 9  |
| 10 | 0   | Williams-Mercedes         | 40     | 1      | –  | –  | –  | –  | –  | 4  |
| P  | +/− | Konstruktor               | Starty | Punkty | P1 | P2 | P3 | PP | NO | NS |